# Escuela Superior de Educación Física de Acapulco
La "Escuela Superior de Educación Física" conocida como ESEF, es una escuela pública de Educación Superior.

## Oferta Educativa
Licenciatura en Educación Física